# Murádin Jenő
Murádin Jenő (Harasztos, 1937. november 23. –) művészettörténész, szerkesztő, egyetemi docens. A 20. század második felében és napjainkban is a romániai magyar képzőművészet legavatottabb ismerője. Murádin László öccse, 
Murádin-Beyer Katalin férje, Murádin János Kristóf apja. A Magyar Művészeti Akadémia tagja (2005).

## Kutatási területe
A 19–20. század magyar művészete, eredetileg szűkebben határozta meg kutatási területét, a biedermeiertől a 20. század közepéig.

## Életpályája
Az erdélyi örmény Murad család leszármazottja. 
Murádin Lukács tanító és Diószeghy Anna tisztviselőnő házasságából született római katolikus családban. Felsőfokú tanulmányokat a kolozsvári Babeș–Bolyai Tudományegyetemen folytatott, 1963-ban szerzett történelem-filozófia szakos középiskolai tanári diplomát. Pályáját a kolozsvári Igazság című lapnál kezdte, mint művészeti szerkesztő (1966–1988), majd a Napsugár című gyermeklap főszerkesztője (1988–1990), 1990-ben főmunkatársa volt. 1991-től a Ion Andreescu Képzőművészeti Főiskolán oktatott és kutatott docensi beosztásban. Az 1990-es években és a 2000-es években jutott ki tanulmányutakra Magyarországra és Olaszországba.
Elsősorban az erdélyi, 1990 után a magyarországi képzőművészeti közéletnek is jeles közreműködője szervezéseivel, kiállítási megnyitó beszédeivel, műkritikáival.

## Munkássága
Több száz művészeti és kritikai írásában behatóan foglalkozott a kortárs művészettel. Tanulmányait közreadták a Művészettörténeti Értesítő, Művészet, Új Művészet, Korunk, Igaz Szó, Utunk, A Hét című folyóiratokban. Jelentősebb tanulmányai rejteznek szakfolyóiratokban, gyűjteményes kötetekben, hetilapokban: Emlékek, adatok az ismeretlen Hollósyról (Utunk Évkönyv 1971); Fejedelmek festője, háborúk krónikása – Szathmáry Pap Károly pályája (a Tollal, fegyverrel c. tanulmánykötetben, 1977); Hollósy Simon: A huszti vár (Művészettörténeti Értesítő, Budapest, 1979/2); Történelmi tabló a szellem szabadságáról (Művészettörténeti Értesítő, Budapest, 1980/3-4); Szabó Vera (közli Képzőművészeti Írások, 1984), Nyilasy Sándor pályakezdése (Szegedi Könyvtári Műhely 1986/1-2); Perlrott-Csaba Vilmos pályarajzához (Művészettörténeti Értesítő, Budapest, 1988/1-2). Számos munkája önálló kötetben és művészeti illusztrációkkal került a szakmai közönség és az érdeklődő olvasók kezébe.

## Kötetei
- Klein József. Bukarest (1977)
- A Barabás Miklós Céh. Bukarest (1978)
- Gy. Szabó Béla. Bukarest (1980)
- A Ferenczy művészcsalád Erdélyben. Bukarest (1981)
- Nagy István. Bukarest (1984)
- Maticska Jenő. Bukarest (1985)
- A tél festője – Gruzda János. Bukarest (1989)
- Nagy Oszkár. Kishonthy Zsolttal, Miskolc (1993)
- Macskássy József képi világa. Kolozsvár, (1993)
- Nagybánya – a festőtelep művészei, Miskolc (1994)
- Dömötör Gizella és Mund Hugó. Nagybányától Buenos Airesig. Bajkay Évával. Miskolc (1996)
- Nagybánya 100 éve. Történeti források, művészeti topográfia. Szücs Györggyel. Nagybánya-Miskolc (1996)
- Thorma. Bay Miklóssal, Boros Judittal. Budapest (1997)
- Erdélyi festőiskolák. Bukarest (1997)
- Thorma János 1848-as képei. A „Talpra magyar!” és az „Aradi vértanúk” históriája. (1998)
- Kovács Zoltán. (1998)
- Vass Áron. A makfalvi állatszobrász. (2000)
- A nagybányai művészet és művésztelep a magyar sajtóban, 1919–1944. (szerk., 2000)
- Nagybánya. A festőtelep művészei; 2. bőv. kiadás, MissionArt Galéria, Budapest – Miskolc (2001)
- A temesvári szecessziós üvegfestmények, Yoyo Only, Kolozsvár (2001)
- Fadrusz. Két szobor száz éve (2002)
- Tóth Gyula. Yoyo Only, Kolozsvár, (2002)
- Az aradi Szabadság-szobor. Gloria, Kolozsvár (2003)
- Gyergyó művészeti topográfiája. (2003)
- Szathmáry Pap Károly. (2003)
- Erdélyi magyar metszetművészet a 20. században. Europrint, Nagyvárad, 2004
- Katz Márton, Agricola Lídia. Egy művészcsalád Nagybányán; Print Páros Bt., Budapest, 2004
- Vida György–Murádin Jenő: Kádár Géza. Offenbächer József emlékére; Séfer Kft., Nyíregyháza, 2005
- A felsőbányai művésztelep; Kriterion, Kolozsvár, 2006
- Szopos Sándor; Tibera, Budapest, 2006
- Szopos Sándor; románra ford. Gheorghe Vida; Tibera, Budapest, 2006
- Izsák Márton; Mentor, Marosvásárhely, 2007 (Mentor művészeti monográfiák)
- A Mátyás-szobor és alkotója, Fadrusz János; bev. Demény Péter, előszó Lászlóffy Aladár; Polis, Kolozsvár, 2008
- A megsebzett szobor. Elpusztult vagy megsérült erdélyi magyar emlékművek repertóriuma; Kriterion, Kolozsvár, 2008
- Kishonthy Zsolt–Murádin Jenő: Nagy Oszkár, 1893–1965. 2. kiadás.- MissionArt Galéria, Budapest–Miskolc, 2008 (Nagybánya könyvek)
- Murádin Jenő–Szücs György: Pittner Olivér. Mentor, Marosvásárhely, 2009 (Mentor művészeti monográfiák)
- Murádin Jenő–Sümegi György–Zombori István: Márton Ferenc. Pallas-Akadémia, Csíkszereda, 2009
- A szobrász Köllő Miklós. 1861–1900. Pallas-Akadémia, Csíkszereda, 2010
- A szanki homokvilág Gy. Szabó Béla művészetében. Szerk. Murádin Jenő, Szakál Aurél. Önkormányzat–Thorma János Múzeum, Szank–Kiskunhalas, 2010 (Kiskunsági albumok)
- Szervátiusz Jenő: Életem, emlékeim. Vál., gond., jegyz., bev. Murádin Jenő. Csíkszereda Kiadó, Csíkszereda, 2010
- Kolozsvár képzőművészete. Alkotói örökségünk a 19–20. századból. ARTprinter, Sepsiszentgyörgy, 2011
- Magyarörmény paletta. Erdélyi Örmény Gyökerek Kulturális Egyesület, Budapest, 2012 (Erdélyi örmény múzeum)
- Székelyföldi ösztöndíjasok, 1941–1943. Csíkszereda Kiadóhivatal, Csíkszereda, 2012
- Murádin Katalin–Murádin Jenő: A Székelykő alatt. Torockó és környéke a képzőművészetben; Exit, Kolozsvár, 2012
- Függőhidak. Válogatott művészettörténeti írások. ARTprinter, Sepsiszentgyörgy, 2013
- Udvardy Ignác. Europrint, Nagyvárad, 2013
- Murádin Jenő–Murádin János Kristóf: Felvinczi Takács Zoltán erdélyi évei és kolozsvári tanári működése. Artprinter, Sepsiszentgyörgy, 2014
- A szobrász Kolozsvári-Szeszák Ferenc 1881–1919. ARTprinter, Sepsiszentgyörgy, 2015
- Fegyverek és múzsák. Erdély művészete az első világháború idején. Erdélyi Múzeum-Egyesület, Kolozsvár, 2016 (Erdélyi Tudományos Füzetek 286.)
- Romániai magyar művészeti irodalom, 1919–1989. Tinta, Árkos–Sepsiszentgyörgy, 2016
- Erdélyi magyar művészeti irodalom, 1867–1918. Tinta, Árkos, 2016
- „Mi, a babiloni torony építését akarók”. Kós Károly az erdélyi képzőművészet szolgálatában. Artprinter, Sepsiszentgyörgy, 2017
- Szücs György: Esteli beszélgetések Murádin Jenővel; Kolozsvár, Exit, 2017
- Melka Vince. 1834–1911. Tinta, Árkos, 2017
- A biedermeiertől az avantgárdig. Tanulmányok, esszék. Sepsiszentgyörgy, ARTprinter, 2018
- Egy lélekkel két hazában. A szobrász Balaskó Nándor. Árkos, Tinta, 2018
- Mezőségi magyar paletta; Tinta, Árkos, 2020
- Kassák köréből Nagybányára. Egy erdélyi művész pályarajza; ARTprinter, Sepsiszentgyörgy, 2021 [Pászk Jenőről]
- Város az Aranyos mentén. Torda kultúrtörténetéből; Erdélyi Múzeum-Egyesület, Kolozsvár, 2021 (Erdélyi Tudományos Füzetek 298.)

## Társasági tagság
- Az EME alapító tagja (1990)
- A Romániai Képzőművészek Országos Szövetsége kritikai szakosztályának tagja
- A Magyar Művészeti Akadémia tagja (2005)

## Díjak, elismerések
- Németh Lajos-díj (2001)
- A magyar kultúráért érdemérem (2002)